# Poplar River Airport
Poplar River Airport är en flygplats i Kanada.   Den ligger i provinsen Manitoba, i den sydöstra delen av landet, 1 800 km nordväst om huvudstaden Ottawa. Poplar River Airport ligger 220 meter över havet.
Terrängen runt Poplar River Airport är mycket platt. Trakten runt Poplar River Airport är nära nog obefolkad, med mindre än två invånare per kvadratkilometer.. Det finns inga samhällen i närheten.
I omgivningarna runt Poplar River Airport växer i huvudsak barrskog.